# Jamie Luner

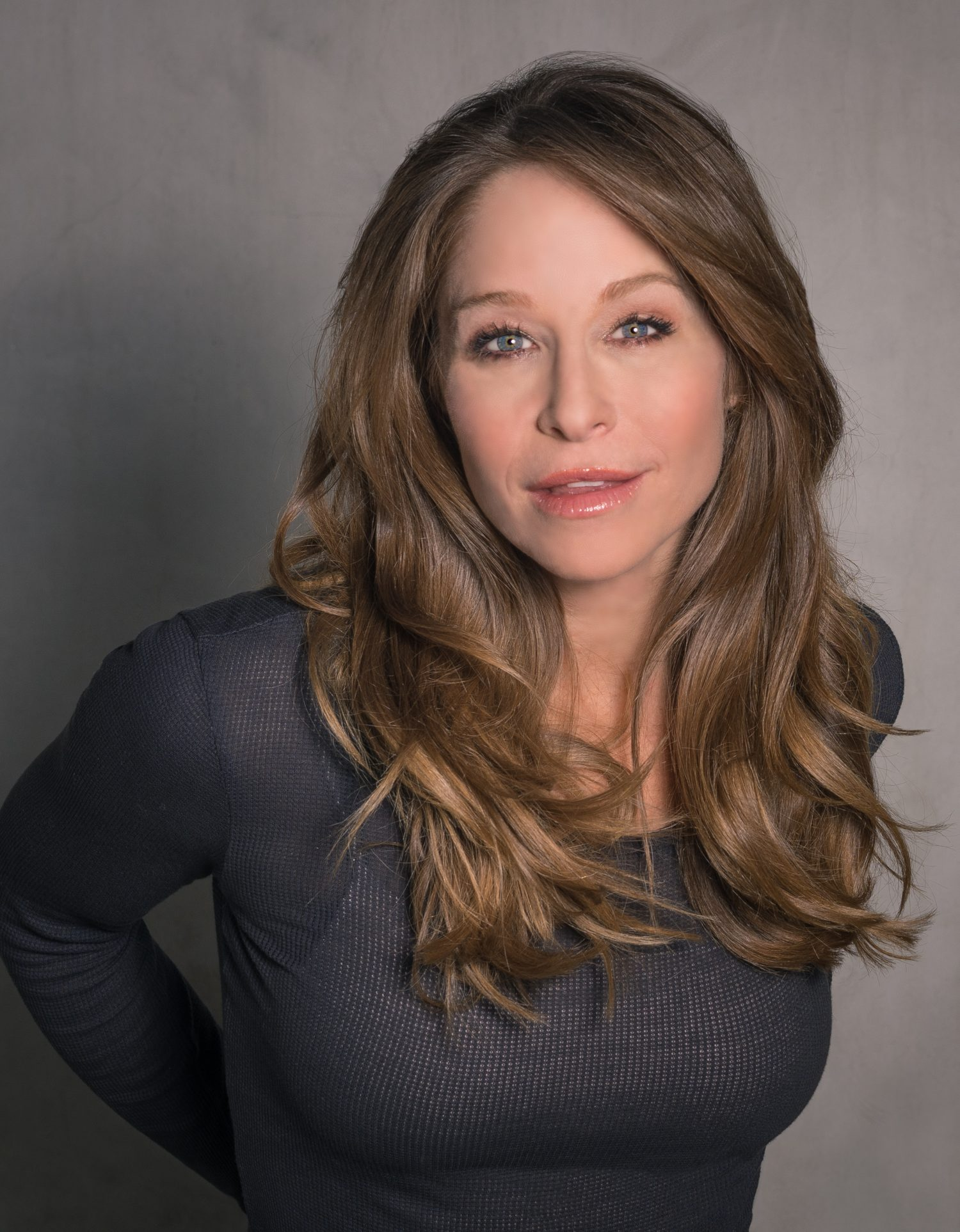
Jamie Luner, 2024

Jamie Michelle Luner (* 12. Mai 1971 in Palo Alto, Kalifornien) ist eine US-amerikanische Schauspielerin.

## Leben und Karriere
Jamie Luner ist eine gelernte Köchin und führte bis zum Jahr 1996 ein französisches Restaurant. Sie gab das Kochen aufgrund ihres Durchbruchs als Schauspielerin auf. Sie wurde bekannt in Rollen von Biestern und Intriganten wie Peyton in Savannah oder Lexi in Melrose Place. 1999 übernahm sie für ein Jahr die Hauptrolle in der Serie Profiler, in der sie die Kriminalpsychologin Rachel Burke verkörperte.
Neben der Schauspielerei veröffentlichte Luner 1999 ein Album mit dem Titel Inspiration.

## Filmografie (Auswahl)

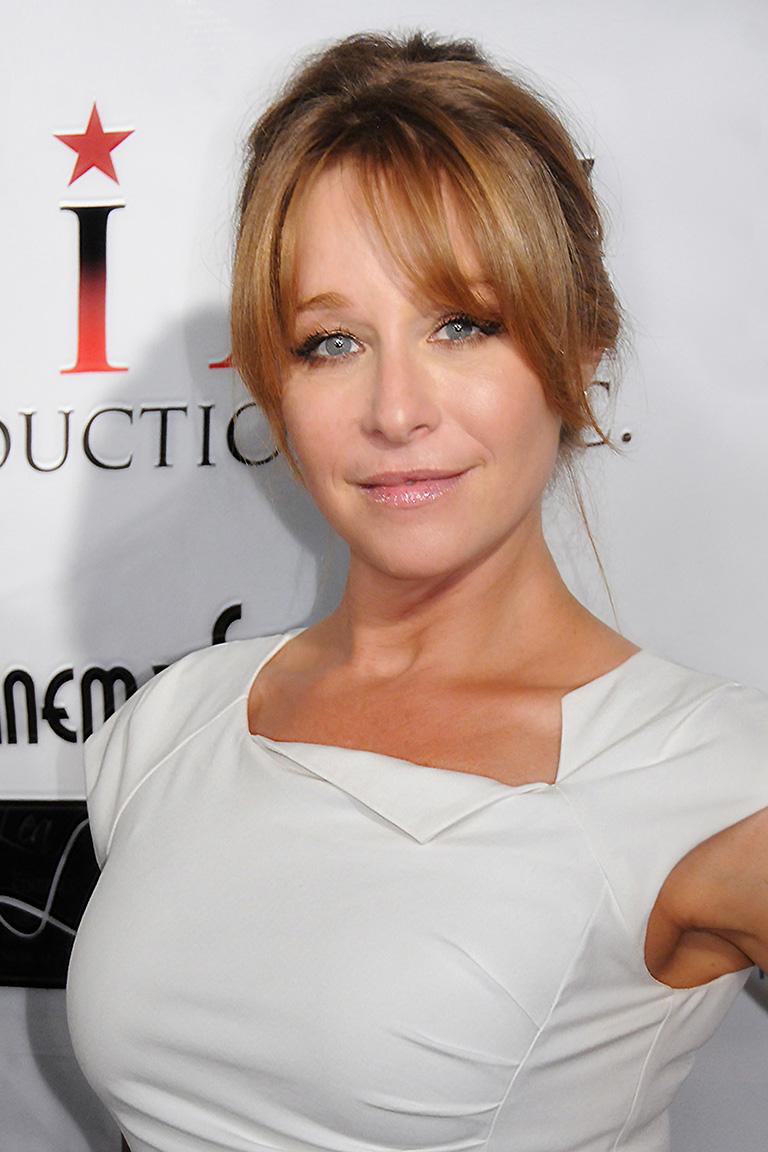
Jamie Luner, 2014

- 1987–1990: Unser lautes Heim (Growing Pains, Fernsehserie, 4 Folgen)
- 1988–1990: Chaos hoch zehn (Just The Ten Of Us, Fernsehserie, 47 Folgen)
- 1990: ABC TGIF (Fernsehserie, Folge 1x19)
- 1992: Eine schrecklich nette Familie (Married with Children, Fernsehserie, Folge 7x06)
- 1993: Die Staatsanwältin und der Cop (Reasonable Doubts, Folge 2x17)
- 1993: Teufel der Verführung (Moment of Truth: Why My Daughter?, Fernsehfilm)
- 1994: Die Babyhändler – Tränen einer Mutter (Moment of Truth: Cradle of Conspiracy, Fernsehfilm)
- 1994: Eiskalt und gefährlich (Confessions of a Sorority Girl, Fernsehfilm)
- 1994: Tryst
- 1994: The St. Tammany Miracle
- 1995: Diagnose: Mord (Diagnosis: Murder, Fernsehserie, Folge 2x09)
- 1996–1997: Savannah (Fernsehserie, 34 Folgen)
- 1997–1999: Melrose Place (Fernsehserie, 58 Folgen)
- 1999: Friends & Lovers
- 1999–2000: Profiler (Fernsehserie, 20 Folgen)
- 2000: Pretender (The Pretender, Fernsehserie, Folge 4x10)
- 2000: Sacrifice – Der Sweetwater-Killer (Sacrifice, Fernsehfilm)
- 2001: Outer Limits: Die unbekannte Dimension (The Outer Limits, Fernsehserie, Folge 7x14)
- 2002: That’s Life (Fernsehserie, 3 Folgen)
- 2002: Warrior
- 2002: CSI: Miami (Fernsehserie, Folge 1x07)
- 2003: Insects – Die Brut aus dem All (Threshold, Fernsehfilm)
- 2003–2004: 10-8: Officers on Duty (Fernsehserie, 8 Folgen)
- 2004: Navy CIS (NCIS, Fernsehserie, Folge 1x19)
- 2005: Blind Injustice (Fernsehfilm)
- 2005: Stranger in My Bed (Fernsehfilm)
- 2006: The Perfect Marriage (Fernsehfilm)
- 2006: Familienstreit de Luxe (The War at Home, Fernsehserie, Folge 1x13)
- 2006: The Suspect
- 2007: Nuclear Hurricane (Fernsehfilm)
- 2007: CSI: Den Tätern auf der Spur (CSI: Crime Scene Investigation, Fernsehserie, Folge 8x10)
- 2009: Heat Wave
- 2009: Trust (Fernsehfilm)
- 2009–2011: All My Children (Seifenoper, 312 Folgen)
- 2012: Supernatural (Fernsehserie, Folge 7x19)
- 2012: Criminal Minds (Fernsehserie, Folge 8x13)
- 2012: Walking the Halls
- 2012: Der Feind in meinem Bett – Sag Kein Wort! (Stalked at 17, Fernsehfilm)
- 2013: The Perfect Boss
- 2013: Out of Reach
- 2013: The Glades (Fernsehserie, Folge 4x12)
- 2014: Two and a Half Men (Fernsehserie, Folge 11x20)
- 2014: True Blood (Fernsehserie, Folge 7x04)
- 2015: Better Call Saul (Fernsehserie, Folge 1x02)
- 2015: Code Black (Fernsehserie, Folge 1x10)
- 2015: Fatal Friends (Fernsehfilm)
- 2015–2016: Murder in the First (Fernsehserie, 10 Folgen)
- 2016: The Bride He Bought Online
- 2016: Trial (Fernsehfilm, auch Produzentin)
- 2016: Accidental Switch (Fernsehfilm)
- 2017: A Lover Betrayed (auch Produzentin)
- 2018: Deadly Runway (Fernsehfilm)
- 2019: Dear Santa – Eine Reise zum Nordpol (My Adventures with Santa, auch Produzentin)
- 2019: Tell Me I Love You
- 2020: The Christmas High Note (auch Produzentin)
- 2021: Lost & Found in Rome (Fernsehfilm, auch Produzentin)
- 2023: For Better or Worse (Fernsehfilm, auch Produzentin)
- 2023: I’m with Me (Fernsehfilm, Produzentin)
- 2023: Valley of Love (Fernsehfilm, Produzentin)